# قائمة زملاء الجمعية الملكية المنتخبين في 1942
هذه الصفحة تعرض قائمة زملاء الجمعية الملكية المُنتخبين لعام 1942.None

## الزملاء
- Clifford Copland Paterson [الإنجليزية]‏
- Herbert Wakefield Banks Skinner [الإنجليزية]‏
- ألان ويلسون [الإنجليزية]‏
- نيل هاميلتون فيرلي
- فيليب هال
- آرثر هولمز
- Malcolm Dixon (biochemist) [الإنجليزية]‏
- David Thoday [الإنجليزية]‏
- Edward Hindle [الإنجليزية]‏
- Joshua Harold Burn [الإنجليزية]‏
- دودلي نيويت
- John Keith Roberts [الإنجليزية]‏

## الأعضاء الأجانب
- Alfred Newton Richards [الإنجليزية]‏